# Aram Ayrapetyan
Aram Ayrapetyan (tiếng Armenia: Արամ Հայրապետյան; tiếng Nga: Арам Юрьевич Айрапетян; sinh 22 tháng 11 năm 1986) là một cầu thủ bóng đá Nga-Armenia hiện tại thi đấu cho FC Banants.